# 假升麻
假升麻（学名：Aruncus sylvester）为蔷薇科假升麻属下的一个种。

## 扩展阅读
- 維基物種上的相關：假升麻